# Linha da Azambuja
A Linha da Azambuja é um dos quatro serviços da rede de comboios suburbanos da CP Urbanos de Lisboa, em Portugal, com circulações entre Santa Apolónia e a Azambuja, e entre Alcântara-Terra e Castanheira do Ribatejo, usando a Linha de Cintura e parte da Linha do Norte. Nestes percursos, atravessa os municípios de Lisboa, Loures, Vila Franca de Xira, Alenquer e Azambuja.
Desde Maio de 2000, com a criação da família Queluz-Massamá–Alverca, é alcunhada também como Linha de Sintra/Azambuja, pela ligação destes dois corredores ferroviários, que chegam a sobrepor-se no trajecto entre Sete Rios e o Oriente, tanto que o seu horário costuma ser apresentado em conjunto com o da Linha de Sintra. Até 2011, e mesmo posteriormente (quando apresentada em separado da Linha de Sintra), tem sido representada a vermelho nos diagramas dos serviços da CP Lisboa. Há, ainda, um serviço híbrido entre as duas linhas, entre Sintra e Alverca, que funciona só às horas de ponta dos dias úteis.
No concernente às principais estações servidas, destacam-se, pelas suas interfaces com os serviços de longo curso, a Gare do Oriente (com serviços regulares para todo o País), Lisboa - Santa Apolónia e Vila Franca de Xira (com serviços para o Norte), e Entrecampos e Sete Rios (com serviços para o Sul). Salientam-se, ainda, as paragens dos serviços regionais Lisboa–Tomar e Lisboa–Entroncamento (ambos com partida de Santa Apolónia) nas estações do Oriente, da Póvoa, de Alverca, de Vila Franca de Xira e da Azambuja, bem como as dos regionais Lisboa–Caldas da Rainha em Entrecampos, Sete Rios, e Santa Apolónia.

## Descrição
A linha da Azambuja conta com 22 interfaces em toda a sua extensão, e circula em paralelo com a Linha de Sintra entre as estações de Sete Rios e o Oriente, tendo estas duas linhas um serviço em comum com as relações Sintra–Alverca e Sintra–Oriente. No seu percurso, os serviços da Linha da Azambuja servem os concelhos de Lisboa, Loures, Vila Franca de Xira, Alenquer e Azambuja.
A partir da estação de Alcântara-Terra, é possível fazer transbordo para a estação de Alcântara-Mar da Linha de Cascais. No entanto, esta ligação não é directa: outrora, era possível efectuá-la através da Passagem Superior de Alcântara; hoje, tendo esta sido demolida, o transbordo obriga os passageiros a circular a pé pela rua — não obstante a Linha de Cintura incluir um trajecto, não electrificado (porque a tensão eléctrica da Linha de Cascais é diferente da do resto da rede), que liga Alcântara-Terra à Linha de Cascais, atravessando as ruas movimentadas de Alcântara, e que é regularmente utilizado por comboios de mercadorias para aceder ao Porto de Lisboa, habitualmente à noite.
A linha é em via única entre Alcântara-Terra e um pouco antes de Campolide, em via quádrupla de Sete Rios a Roma-Areeiro e do Braço de Prata a Alverca, e em via dupla nos restantes troços. Todos estes troços se encontram electrificados a 25 kV, em corrente alterna (AC), a 50 Hz.
O material circulante utilizado compõe-se de unidades das séries 2300/2400 e 3500 da CP.

## Serviços actuais
Actualmente, a Linha da Azambuja compreende 2 serviços regulares:
- Santa Apolónia–Azambuja — Circula todos os dias, a cada hora (excepto às horas de ponta dos dias úteis, em que circula a cada meia hora). Efectua paragens em todas as estações e apeadeiros. Constitui a única ligação urbana da CP Lisboa que sai da Área Metropolitana de Lisboa, e da qual o Navegante não é válido numa parte do percurso (não considerando o serviço Alcântara-Terra - Azambuja). O troço não abrangido pelos passes Navegante é entre o apeadeiro de Vila Nova da Rainha e a Azambuja.
Todos os dias, circula entre as 06h05min (primeira saída na Azambuja) e as 23h20min (última saída em Santa Apolónia). Aos domingos, conta ainda com uma partida da Azambuja às 05h06, em substituição do regional procedente de Porto-Campanhã, pois este só se realiza de segunda a sábado.

- Alcântara-Terra–Castanheira do Ribatejo — Circula aos dias úteis, sempre a cada meia hora. Efectua paragens em todas as estações e apeadeiros. Trata-se do único serviço que pára em Marvila e em Alcântara-Terra (onde se pode fazer transbordo para a Linha de Cascais), deixando por isso os passageiros de Marvila sem ligação ferroviária aos fins-de-semana e feriados, bem como impedindo a passagem para a Linha de Cascais exclusivamente via CP nos mesmos dias. A primeira e a última viagem deste serviço (os dois mencionados abaixo) são prolongadas à Azambuja, tornando-se o serviço Alcântara-Terra–Azambuja.
Aos dias úteis, circula entre as 04h56min (primeira saída na Azambuja) e as 00h26min (última saída em Alcântara-Terra).

Nos troços da Linha da Azambuja, circula ainda um serviço, entre Sintra e Oriente, que se pode considerar híbrido com a Linha de Sintra com comboios a cada 10 minutos às horas de ponta, a cada 20 fora das mesmas, e a cada 30 aos fins-de-semana e feriados. Nas horas de ponta, este serviço é, a cada 30 minutos, prolongado até Alverca. Estes comboios, que utilizam parcialmente o trajecto desta linha, param em todas as estações e apeadeiros, excepto Marvila e Chelas, este último já actualmente sem qualquer serviço de passageiros.
Finalmente, há ainda serviços Regionais e InterRegionais na Linha do Norte (principalmente rumo a Tomar e ao Entroncamento, mas também um rumo a Castelo Branco todos os dias em cada sentido, e ainda um nocturno Porto–Lisboa só neste sentido) que se sobrepõem ao trajecto da relação Santa Apolónia–Azambuja. Nestes serviços é também possível utilizar os passes Navegante dentro da sua validade (até ao apeadeiro do Carregado;  ou seja, na maioria dos comboios da CP Regional, até Vila Franca de Xira). Em geral, estes comboios (todos com partida de Santa Apolónia) efectuam paragens no Oriente, na Póvoa, em Alverca, em Vila Franca de Xira e na Azambuja, antes de seguirem mais para norte. Mas verificam-se as seguintes excepções:
- Existe um regional por dia que não pára na Póvoa;
- De noite, há um comboio por dia em cada sentido (um dos quais é o que procede do Porto e não circula aos domingos) que pára em todas as estações e apeadeiros
- O regional Lisboa–Castelo Branco, bem como todos os InterRegionais, só param no Oriente e em Vila Franca de Xira.

## História
Os serviços da Linha da Azambuja têm sofrido algumas alterações ao longo dos últimos anos. Destas, destaca-se que, entre 2011 e 2015, estiveram trocadas as duas principais famílias face à situação actual, com a que partia de Alcântara-Terra a destinar-se à Azambuja e a que procedia de Santa Apolónia a terminar a sua marcha em Castanheira do Ribatejo. Salienta-se ainda que, até 2011, não efectuavam paragem nas estações de Sacavém, Bobadela e Santa Iria os comboios da relação Santa Apolónia–Azambuja.
Além disto, já foram encerrados dois apeadeiros que recebiam serviços da Linha da Azambuja: em 2009, o da Quinta das Torres (entre Alhandra e Vila Franca de Xira) e, em 2015, o de Chelas (entre Roma-Areeiro e Marvila).

### Material circulante
Os serviços da Linha da Azambuja foram prestados, desde a criação da Unidade de Suburbanos da Grande Lisboa, com unidades das séries 2000/2050/2080 da CP. Entre Setembro e Outubro de 1999 foram postas em circulação as unidades da série 3500, que foram substituindo gradualmente as anteriores na relação Alcântara-Terra–Vila Franca de Xira. A 28 de Janeiro de 2001, todos os serviços desta linha eram prestados com unidades das séries 2300/2400 (na relação Azambuja–Santa Apolónia) e 3500 da CP.